# Hendry Thomas
Hendry Thomas (* 23. Februar 1985 in San Pedro Sula) ist ein ehemaliger honduranischer Fußballspieler. Der Nationalspieler ist der Cousin der gleichfalls als Profifußballer tätigen David Suazo und Maynor Suazo.

## Karriere
Der Mittelfeldspieler begann das Fußballspielen bei CD Olimpia, wo er sein Debüt in der höchsten honduranischen Spielklasse im Alter von 16 Jahren gab. Mit 23 Jahren absolvierte er ein Probetraining beim FC Toulouse in der französischen Ligue 1, doch seine mangelnde Erfahrung vereitelte schließlich eine Vertragsunterzeichnung. Kurz darauf gefährdete eine schwere Knieverletzung sogar die Fortsetzung seiner Karriere.
Nach der Saison 2008/09 wechselte Thomas für 1,8 Millionen Euro zu Wigan Athletic, wo er von Anfang an das Vertrauen des spanischen Trainers Roberto Martínez genoss und sich sogleich einen Stammplatz erkämpfte.
Sein erstes Länderspiel in der honduranischen Nationalmannschaft bestritt er am 23. Februar 2005 gegen Guatemala.